# 米尔沃
米尔沃（法語：Mirvaux，法語發音：[miʁvo]）是法国上法蘭西大區索姆省的一个市镇，属于亚眠区。

## 地理
米尔沃（50°0'10"N, 2°23'42"E）面积2.29 平方千米，位于法国上法蘭西大區索姆省，该省份为法国北部沿海省份，北起加来海峡省和北部省，西接滨海塞纳省和大西洋英吉利海峡，南至瓦兹省，东临埃纳省。
与米尔沃接壤的市镇（或旧市镇、城区）包括：阿吕河畔博库尔、莫利安欧布瓦、阿吕河畔蒙蒂尼、皮埃尔戈、吕邦普雷。

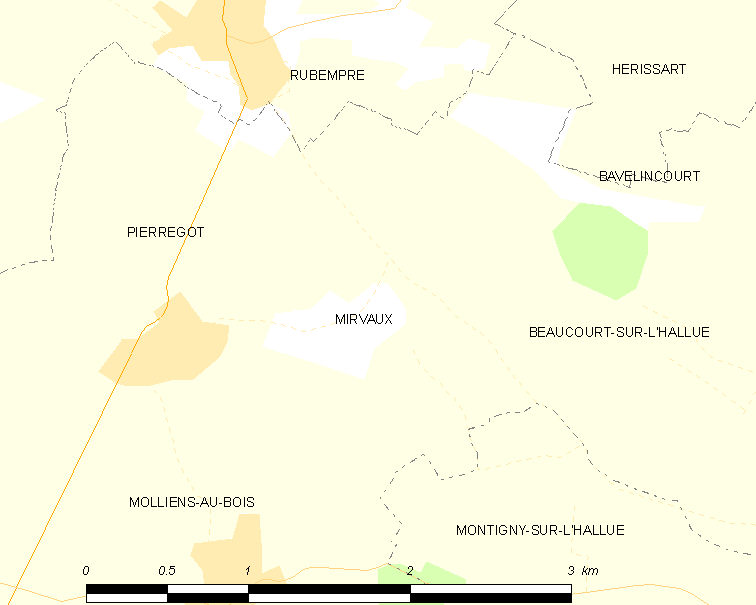
米尔沃的OSM定位图

米尔沃的时区为UTC+01:00、UTC+02:00（夏令时）。

## 行政
米尔沃的邮政编码为80260，INSEE市镇编码为80550。

## 政治
米尔沃所属的省级选区为科尔比县。

## 人口

1962-2008年间米尔沃人口变化图示

米尔沃于2022年1月1日时的人口数量为120人。